# Familles Bidal d'Asfeld
Il existe différentes familles portant le patronyme Bidal d'Asfeld, dont l'une est subsistante.

## Famille Bidal d'Asfeld
Famille éteinte de la noblesse française, originaire de la province du Languedoc.

## Famille Bidal «d'Asfeld»
Famille française subsistante issue du département de l'Isère.
Cette famille Bidal porte le nom « Bidal d’Asfeld » et le titre de « marquis d'Asfeld » depuis les années 1920. Originaire d'Anthon en Isère[réf. nécessaire], elle n’a aucun lien avec la famille Bidal d'Asfeld éteinte en 1793 et 1818. 
Sa filiation simplifiée est la suivante :
- Benoît Bidal (1716-1772 à Anthon), marié avec Antoinette Saint-Martin (1714- ?).
  - Jean Bidal (1739 à Villette-d'Anthon-1784 à Villette-d'Anthon), marié en premières noces avec Espérance Desvignes, et en secondes noces en 1775 à Villette-d'Anthon avec Marie Montagnon.
    - Claude Bidal (1776 à Villette-d'Anthon-1826 à Lyon, voiturier, marié avec Marie Feuillet (1787 à Saint-Clair-1781 à Vienne), journalière.
      - Jacques Bidal (1823 à Vienne-après 1875), ouvrier mouleur puis cafetier, marié en 1844 à Lyon avec Eugénie Guillermin (1824 à Saint-Jean-de-Bournay-après 1875).
        - Étienne Bidal (1848 à Givors-1912 à Paris), voyageur de commerce puis fabricant d'équipements militaires, marié en 1873 à Lyon avec Madeleine Martin (1852-1925).
          - Jacques Hippolyte Bidal (31 août 1875 à Neuilly-sur-Seine - 6 avril 1929 à Paris 17e)[2]. Il épouse Marguerite Marie Villemer, le 13 février 1904 à Paris 17e[3].
            - Philippe Étienne Armand Jacques Bidal (17 mars 1905 à Paris 7e - 1er février 1999 à Richelieu)[4],[5]. Le 5 avril 1926, il épouse Edith Nathalie Juliane Marie Terouanne (1896-1979)[6].
              - Claude Jacques Gabriel Philippe Bidal d'Asfeld (24 mars 1927 à Cannes, 2 octobre 2016 à Parthenay)[7],[8]. Il épouse Marie-Louise Pateras Pescara de Castelluccio[9].
                - Edith Bidal d'Asfeld[9] épouse Baudouin de Chitray[9].
                - Arnaud Bidal d'Asfeld (1951)[9].
                - Isabelle Bidal d'Asfeld (1954)[9].
                - Béatrice Bidal d'Asfeld (1960)[9].

              - Renaud Bidal d'Asfeld épouse Mimi Barrington de Wells[9].
                - Laurent Bidal d'Asfeld (1952)[9].
                - Christian Bidal d'Asfeld (1952)[9].

              - Thierry Bidal d'Asfeld[9].

            - Edouard Bidal d'Asfeld épouse en secondes noces Florence Bisdom de Cattenbrock[9].
              - (1) Michel-François Bidal d'Asfeld (1935)[10],[9].
              - (2) Yves-François Bidal d'Asfeld (1952)[9].
              - (2) Marc Bidal d'Asfeld (1955)[9].

        - Jean-Jacques Bidal (1850 à Givors-après 1875), marchand de vins, marié en 1875 à Fareins avec Claudine Eugénie Pain (1846 à Fareins- ?)